# Baron Digby

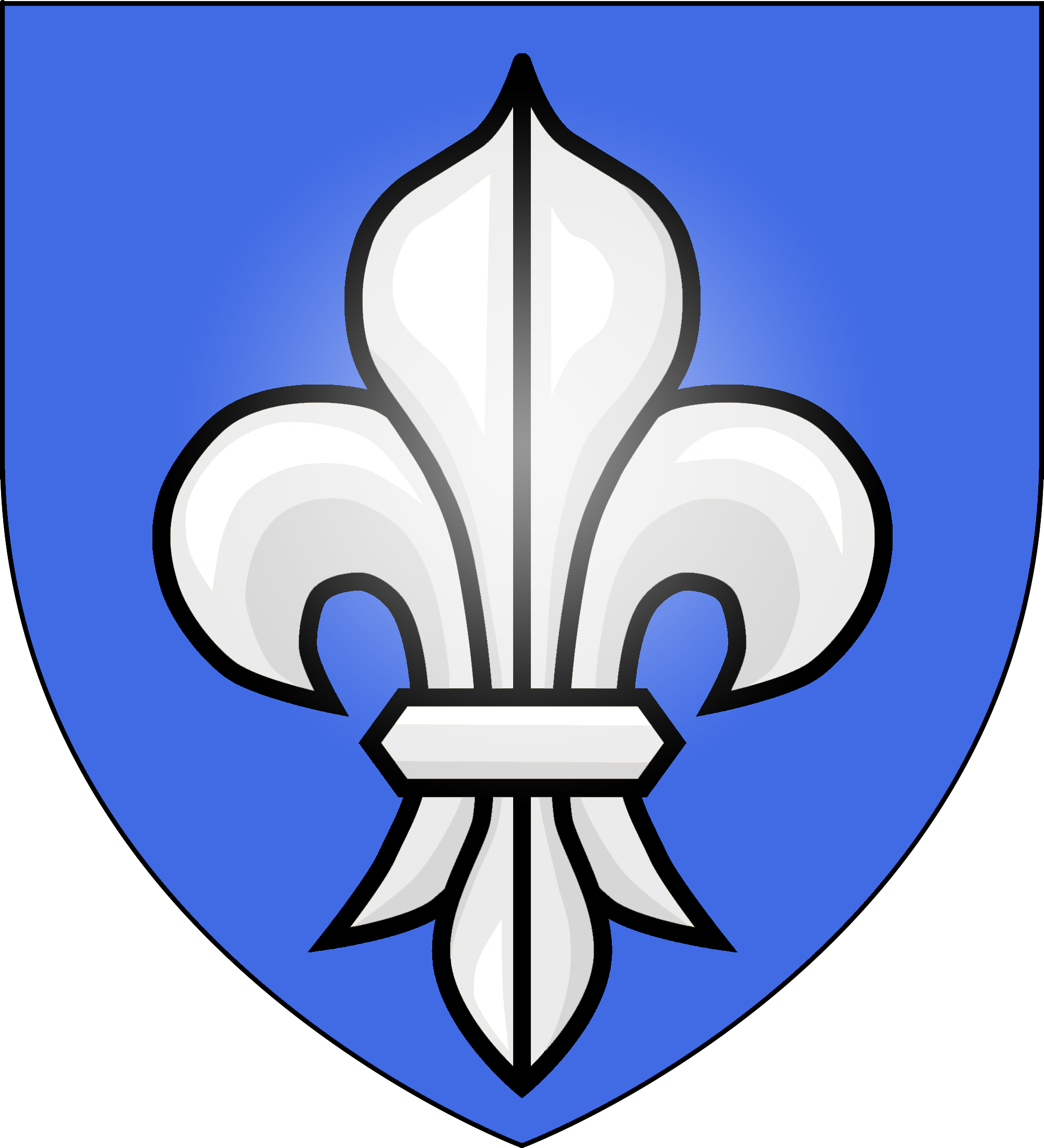
Wappen der Barone Digby

Baron Digby ist ein erblicher britischer Adelstitel, der je einmal in der Peerage of England, der Peerage of Ireland und der Peerage of Great Britain verliehen wurde.

## Verleihung und Geschichte des Titels
Erstmals wurde er Titel Baron Digby, of Sherborne in the County of Dorset, am 25. November 1618 in der Peerage of England für den Politiker und Diplomaten John Digby geschaffen. Dieser wurde am 15. September 1622 in der Peerage of England auch zum Earl of Bristol. Beide Titel erloschen beim kinderlosen Tod seines Enkels, des 3. Earls, am 18. September 1698.
Parallel zum Titel erster Verleihung wurde der Titel Baron Digby, of Geashill in the King′s County, am 29. Juli 1620 in der Peerage of Ireland für den Gouverneur des King′s County Robert Digby geschaffen. Er war ein Neffe des 1. Barons erster Verleihung. Die Verleihung erfolgte mit dem besonderen Zusatz, dass der Titel in Ermangelung eigener männlicher Nachkommen auch an seine sechs Brüder und deren männliche Nachkommen vererbbar sei. Sein Ururenkel, der 7. Baron, wurde in dritter Verleihung am 19. August 1765 in der Peerage of Great Britain zum Baron Digby, of Sherborne in the County of Dorset, sowie am 1. November 1790 zum Earl Digby und Viscount Coleshill erhoben. Der Baronstitel von 1765 wurde ihm mit dem besonderen Zusatz verliehen, dass er in Ermangelung männlicher Nachkommen auch an die männlichen Nachkommen seines Vaters vererbbar sei. Das Earldom und die Viscountcy erloschen 1856 beim Tod seines Sohnes, des 2. Earls, die beiden Baronien Digby existieren bis heute.

## Liste der Barone Digby

### Barone Digby, erste Verleihung (1618)
- John Digby, 1. Earl of Bristol, 1. Baron Digby (1586–1653)
- George Digby, 2. Earl of Bristol, 2. Baron Digby (1612–1677)
- John Digby, 3. Earl of Bristol, 3. Baron Digby (um 1635–1698)

### Barone Digby, zweite und dritte Verleihung (1620, 1765)
- Robert Digby, 1. Baron Digby (um 1599–1642)
- Kildare Digby, 2. Baron Digby (um 1627–1661)
- Robert Digby, 3. Baron Digby (1654–1677)
- Simon Digby, 4. Baron Digby (1657–1685)
- William Digby, 5. Baron Digby (1661–1752)
- Edward Digby, 6. Baron Digby (1730–1757)
- Henry Digby, 1. Earl Digby, 7. Baron Digby, 1. Baron Digby († 1793)
- Edward Digby, 2. Earl Digby, 8. Baron Digby, 2. Baron Digby (1773–1856)
- Edward Digby, 9. Baron Digby, 3. Baron Digby (1809–1889)
- Edward Digby, 10. Baron Digby, 4. Baron Digby (1846–1920)
- Edward Digby, 11. Baron Digby, 5. Baron Digby (1894–1964)
- Edward Digby, 12. Baron Digby, 6. Baron Digby (1924–2018)
- Henry Digby, 13. Baron Digby, 7. Baron Digby (* 1954)

Titelerbe (Heir Apparent) ist der Sohn des aktuellen Titelinhabers, Hon. Edward Digby (* 1985).